# Bitva u Rocroi
Bitva u Rocroi byla jednou z bitev třicetileté války a války mezi Španělskem a Francií, která se odehrála 19. května 1643 u severofrancouzského Rocroi. Významnou se stala, protože slabší francouzská armáda přesvědčivě vyhrála nad silnější armádou založené na do té doby neporažených španělských terciích. Bitva také stála na počátku kariéry talentovaného vojevůdce vévody d’Enghien, kterému v té době bylo pouhých jednadvacet let.

## Situace před bitvou

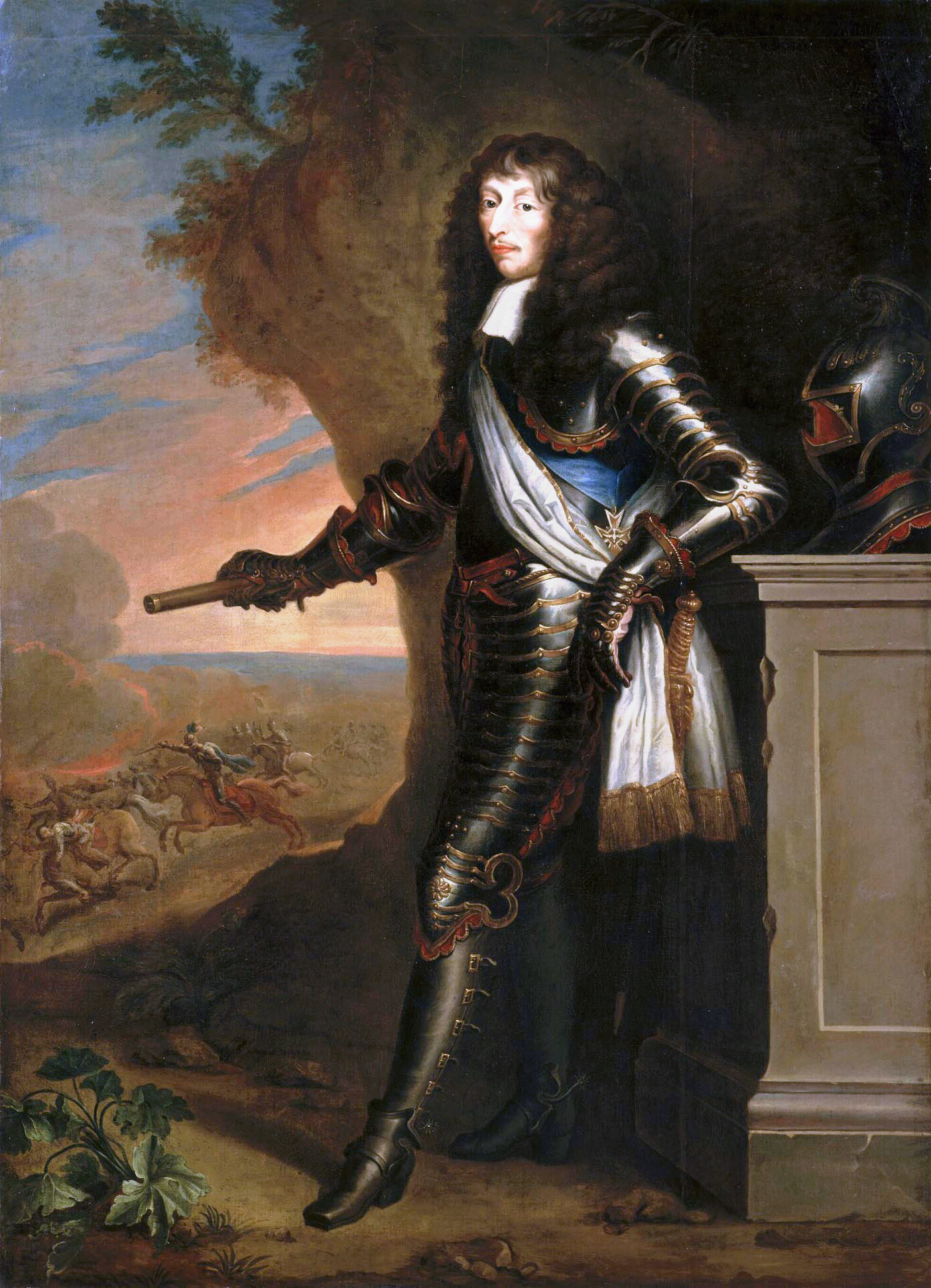
Ludvík II. Bourbon-Condé, vévoda d'Enghien

16. století bylo pro Španělsko slavnou érou, kdy jeho dobře vycvičené armády vyhrávaly jednu bitvu za druhou. Ovšem dlouhotrvající náboženské války v Evropě způsobily zhoršení jejich ekonomiky i lidských zdrojů, takže na konci třicetileté války vojenská síla Španělska slábla.
Roku 1642 pověřili Ludvíka II. Bourbon-Condé, vévodu d’Enghien velením francouzské pikardské armády, jejíž morálka byla po sérii porážek Španěly nízká. Condé si byl vědom slabosti francouzské armády a po svém jmenování proto  provedl organizační i personální změny v armádě. 
15. května 1643 španělský generál Don Francisco Melo oblehl pevnost Rocroi u hranic mezi Francií a španělským Nizozemím. Condé tam začal přesouvat armádu s cílem přinutit Španěly k otevřené bitvě, i když Ludvík XIII. ho pověřil pouze "zjistit plány nepřítele a zabránit jejich provedení, ale za žádnou cenu nepodnikat akci, o které by nebylo jasné, zda přispěje ke slávě zbraní Jeho Veličenstva." Král však 5 dní před bitvou zemřel, a tak již nebyl Condé vázán královým rozkazem. Pevnost Rocroi byla postavena na mýtině v Ardenském lese a obklopena bažinami. Když se Španělé doslechli o postupu Francouzů, Don Francisko Melo byl přesvědčen, že jeho armáda čítající 27 000 mužů zvítězí, proto udělal chybné rozhodnutí a neobsadil výšinu ve vzdálenosti 3 km od města. Toho Condé nakonec využil a sám strategickou výšinu obsadil.

## Rozestavění vojsk

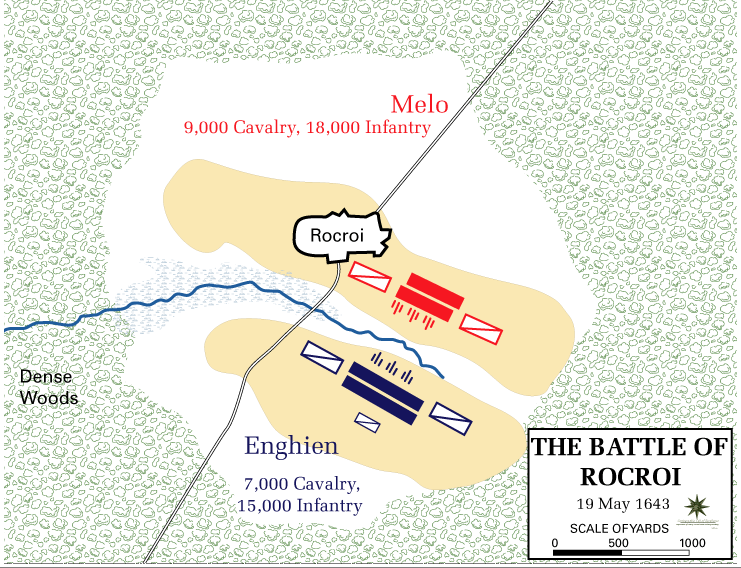
Rozestavení vojsk v bitvě u Rocroi

Condé rozestavil své vojsko čítající 23 000 mužů do klasického postavení jen se změnou ve třetí řadě, kam umístil pěchotu a jezdectvo jako zálohu pod velením generála de Sirot. Pěší jednotky byly rozloženy do dvou řad ve středu, a velel jim d'Espenan, po obou křídlech bylo rozmístěno jezdectvo. Pravé křídlo bylo pod velením pana de Gassion a levé křídlo pod velením pánů de La Ferrté-Senneterre a de l'Hopital. Španělské vojsko naproti dodrželo také klasické postavení jen se zúžením čela, čehož dosáhli zmenšením mezer mezi terciemi, takže celkově mělo postavení středu armády tvar čtverce.

## Průběh bitvy

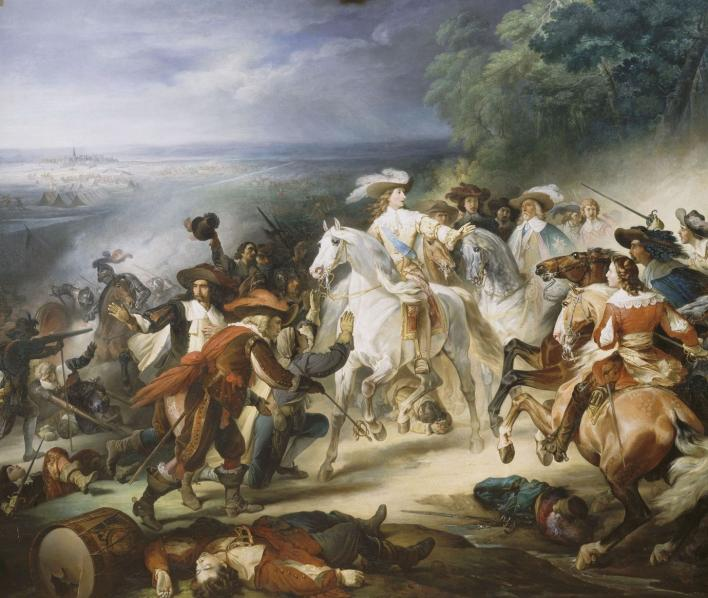
François-Joseph Heim- Bitva u Rocroi

De l'Hôpital navrhoval vyhnout se bitvě a zaujmout obranné postavení posílením pevnosti. Francouzské linie přesahovaly na obou stranách španělské linie o několik stovek metrů. De l ´Hopital a de La Ferté-Senneterre  postoupili o své vůli směrem k pevnosti, jelikož díky přesahu francouzských jednotek měli k pevnosti volnou cestu. Jejich jednotky však nebyly kryté a Španělé je mohli snadno obklíčit. Generál Melo se však spokojil s tím, že vyhnal do původních pozic. Condé potom musel uplatnit svou velitelskou autoritu, aby se podobná situace svévolného pohybu jednotek již nestala. Následující noc strávila obě vojska na bitevním poli. Condé byl informován o připravované léčce Španělů, kdy se měli španělští mušketýři skrýt v porostech stromů a keřů vpravo od Francouzů a odtamtud na ně zaútočit. Ovšem těsně před rozbřeskem Francouzi napadli připravené španělské jednotky a tyto porazili.

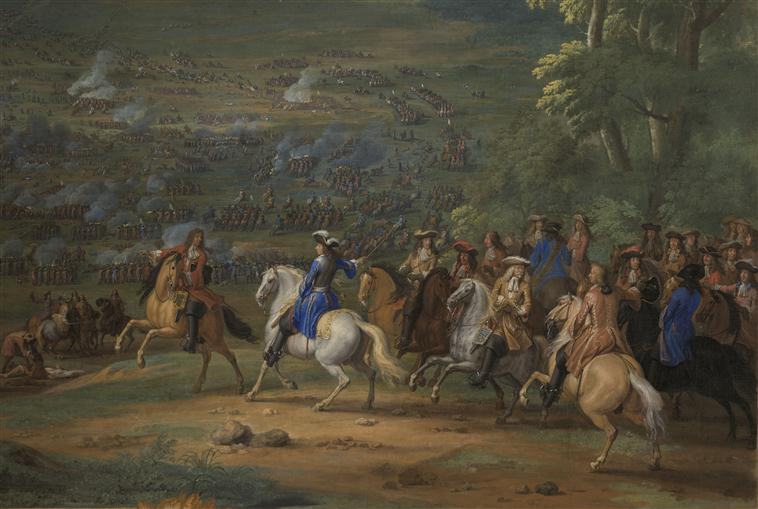
Vévoda d’Enghien v bitvě

Ráno provedl  Condé změnu v rozestavení francouzského jezdectva na pravém křídle, kdy je rozdělil na dvě části. Jedna pod velením de Gassiona měla obejít španělské vojsko z levého boku a přinutit španělského velitele Albuquerqua, aby se otočil proti nim, zatímco Condé měl udeřit na španělskou jízdu z boku. Plán s pravým křídlem se zdařil, ovšem situace na levém křídle armády se vyvíjela špatně. De La Ferté- Senneterre zaútočil předčasně a ke španělským liniím se dostal s již vyčerpanými koňmi a narušenou formací. Jeho jezdci byli poraženi Isembourgovými vojáky, kteří poté útočili na nechráněnou francouzskou pěchotu a zmocnili se všech francouzských děl. De l'Hopital chtěl napravit svoji chybu z předešlého dne a znovu se zmocnil francouzských děl. Následně však o ně opět přišel, když byly jeho slabší oddíly vytlačeny silnějšími španělskými jednotkami. Španělé pak obrátili ukořistěná děla proti pěším jednotkám ve středu francouzské armády a podařilo se jim způsobit těžké ztráty mezi jednotkami kopiníků. Francouzský střed se pod palbou 30 děl začal rozpadat. Výsledek bitvy se v tom okamžiku zdál být jasný a tak mnoho francouzských vojáků  začalo utíkat z bojiště. Condé potom rozhodl o změně postavení třetí linie pěchoty pod velením de Sirota, tak že jeho jednotky postoupily vpřed a zaplnily mezery ve francouzském středu.
Condé mezitím objel nepřátelskou pěchotu a zezadu na ně zaútočil. Španělé se tím ocitli mezi de Sirotovými vojáky a Condého jezdci. Překvapení a tlačení z obou stran, ustoupili.
Elitní španělská pěchota byla obklíčena Francouzi. Španělská pěchota se vzdala až po zabití jejího velícího hraběte de Fontaine, střelou z muškety. 
Kopiníci ve španělském středu se následně zformovali do čtverců, aby udrželi francouzskou jízdu od sebe. Proto do útoku proti nim nastoupili francouzští mušketýři. Španělští důstojníci dali signál, že hodlají kapitulovat, ale pak byl Condé a jeho pobočníci, kteří se přiblížili ke španělským jednotkám kvůli přijetí kapitulace, napadeni ukrytými španělskými mušketýry. Francouzské jednotky proto znovu zahájily útok a Španěly rozdrtily.

## Shrnutí

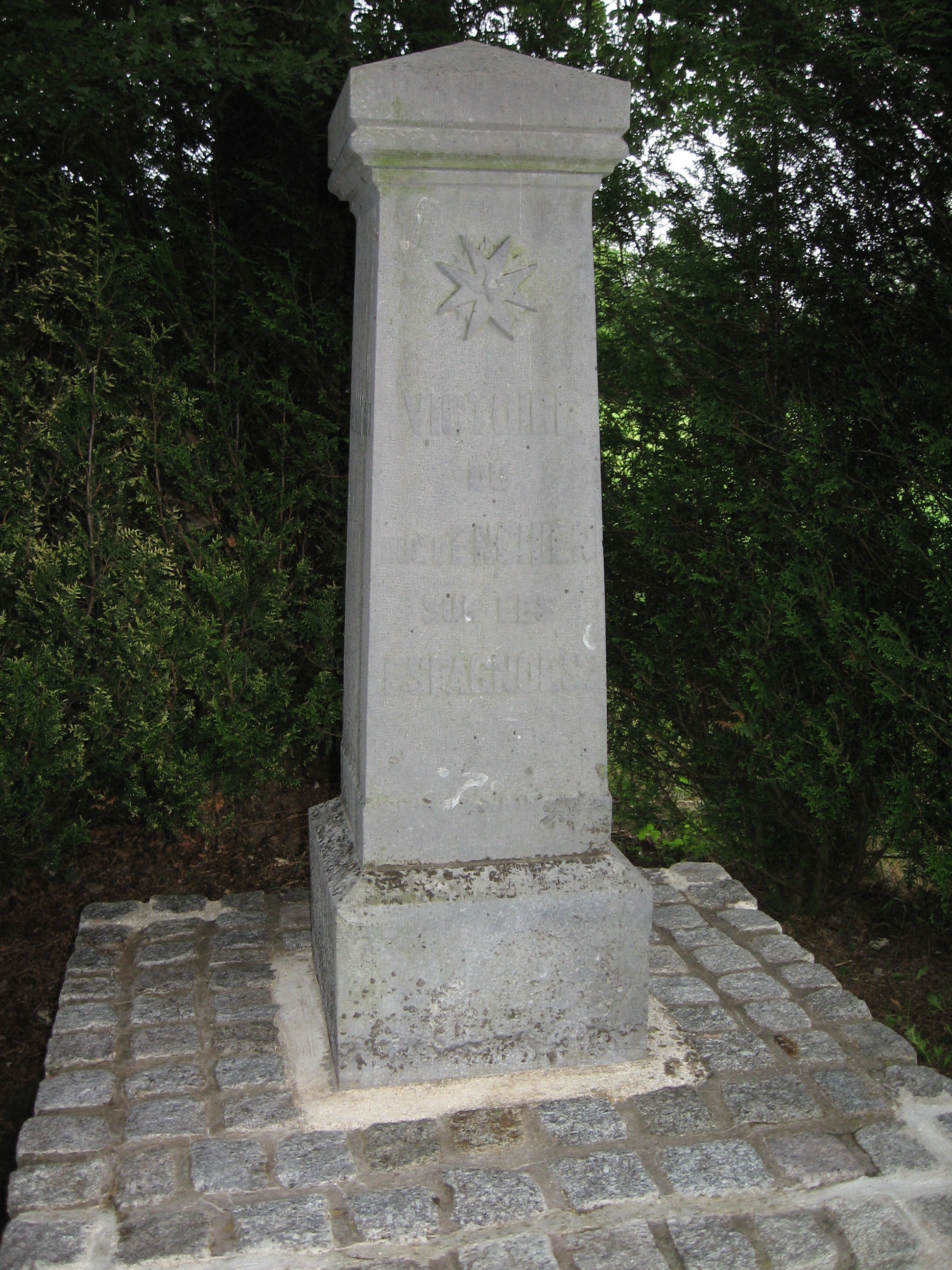
Pomník na bitvu u Rocroi

Porážkou Španělska v bitvě u Rocroi došlo ke ztrátě jeho velmocenského postavení a otevřela cestu Francii za Ludvíka XIV. k dominanci v západní Evropě.